# 万隆理工学院
万隆理工学院（英語：Bandung Institute of Technology）是一所印度尼西亚公立大学，也是该国最古老的理工类大学。

## 历史
1920年创建于荷属东印度万隆，当初以满足荷属东印度群岛技术资源的需求而创建。

## 画廊

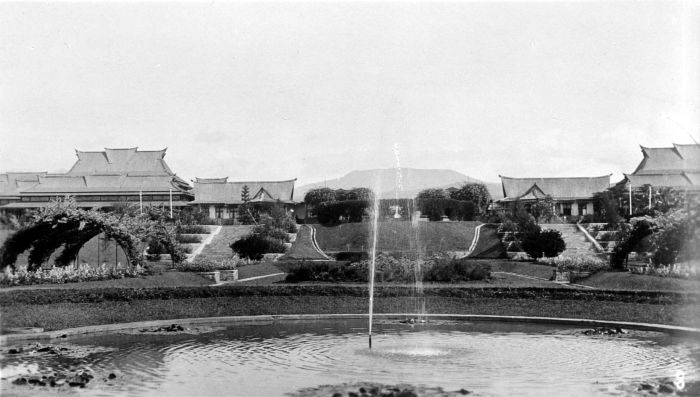
1924年至1932年的学校
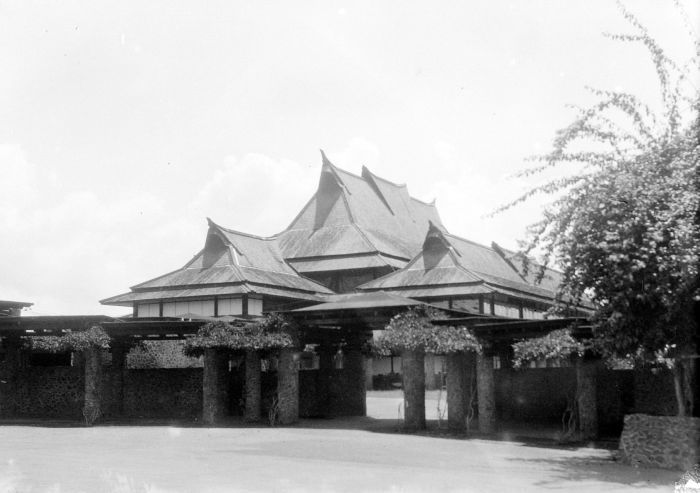
1929年的学校东区
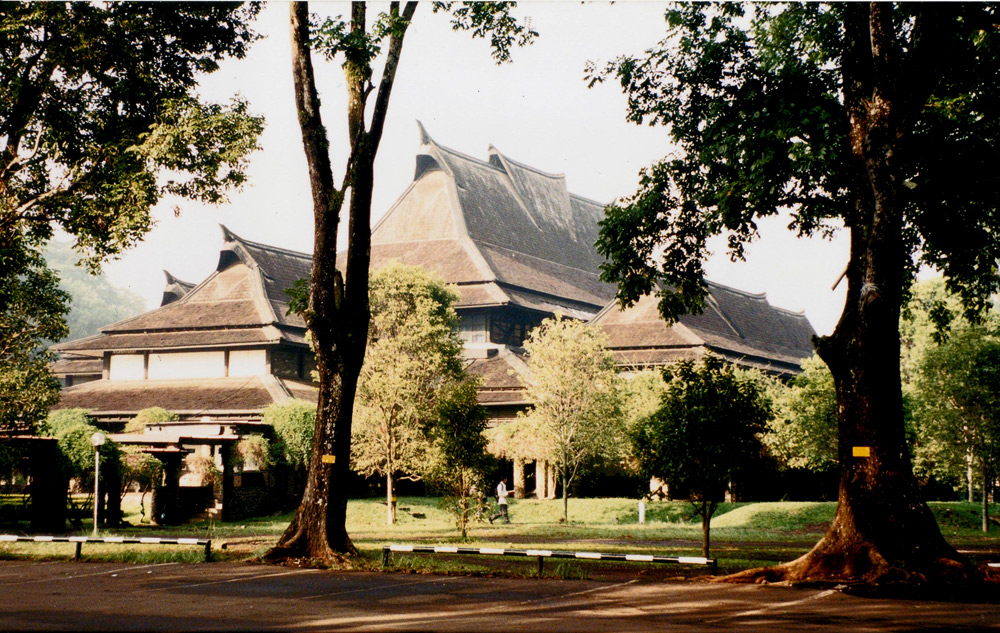
学校西区
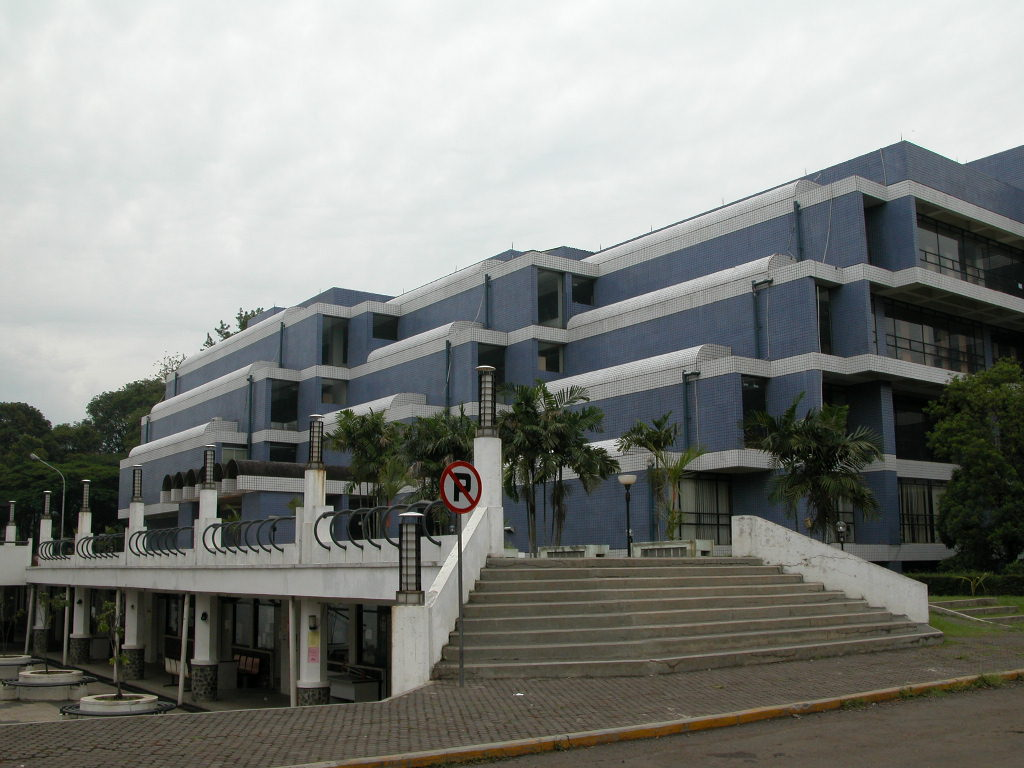
2007年的图书馆